# Circus (canción)
«Circus» es una canción interpretada por la cantante estadounidense Britney Spears e incluida originalmente en su sexto álbum de estudio, Circus (2008). Claude Kelly, Dr. Luke y Benny Blanco compusieron el tema, y lo produjeron los dos últimos, a modo de metáfora acerca de la percepción que se tiene sobre la vida de la cantante. Circus es una canción de dance pop con elementos del electropop, en el que Spears semirapea la letra, la que es desafiante y trata lo que provoca y siente un artista en un espectáculo. Entre diciembre de 2008 y febrero de 2009, Jive Records lanzó el tema como segundo sencillo del álbum, después de «Womanizer». En 2009, el sello lo incluyó en el segundo álbum recopilatorio de la cantante, The Singles Collection.
Spears rodó el video musical del sencillo bajo la dirección de Francis Lawrence, quien en 2001 dirigió su clip de «I'm a Slave 4 U». En el video de «Circus», la artista canta y realiza coreografías provocativas en un ambiente circense. Dado que el rodaje contempló animales amaestrados, la organización proanimal PETA criticó arduamente a la cantante. Pese a la controversia, el clip contó con una buena recepción de los especialistas. De manera particular, Rolling Stone lo catalogó como uno de los videos más literales de Spears. Por su parte, la audiencia le otorgó visualizaciones millonarias en Internet y los MTV Video Music Awards 2009 lo nominaron en cinco categorías técnicas.
Tras ser lanzado, «Circus» figuró entre los diez primeros éxitos semanales en mercados como Australia, Canadá, Dinamarca, Nueva Zelanda y Suecia, y entre los veinte primeros en otros como Alemania, Austria, Irlanda y el Reino Unido. Además, organismos asociados a la IFPI lo certificaron con discos de oro y platino por sus ventas. En Estados Unidos, debutó directamente en la tercera posición de la lista Billboard Hot 100, donde entonces registró el mejor debut hecho por un sencillo de Spears. En 2009, vendió 5 500 000 descargas a nivel mundial, con las cuales se convirtió en el décimo tema más vendido durante el año. Como parte de su promoción, la artista presentó el sencillo en el programa Good Morning America y en la gira internacional The Circus Starring: Britney Spears (2009). En el 2015, esta canción sería incluida en el videojuego de baile Just Dance 2016.

## Antecedentes

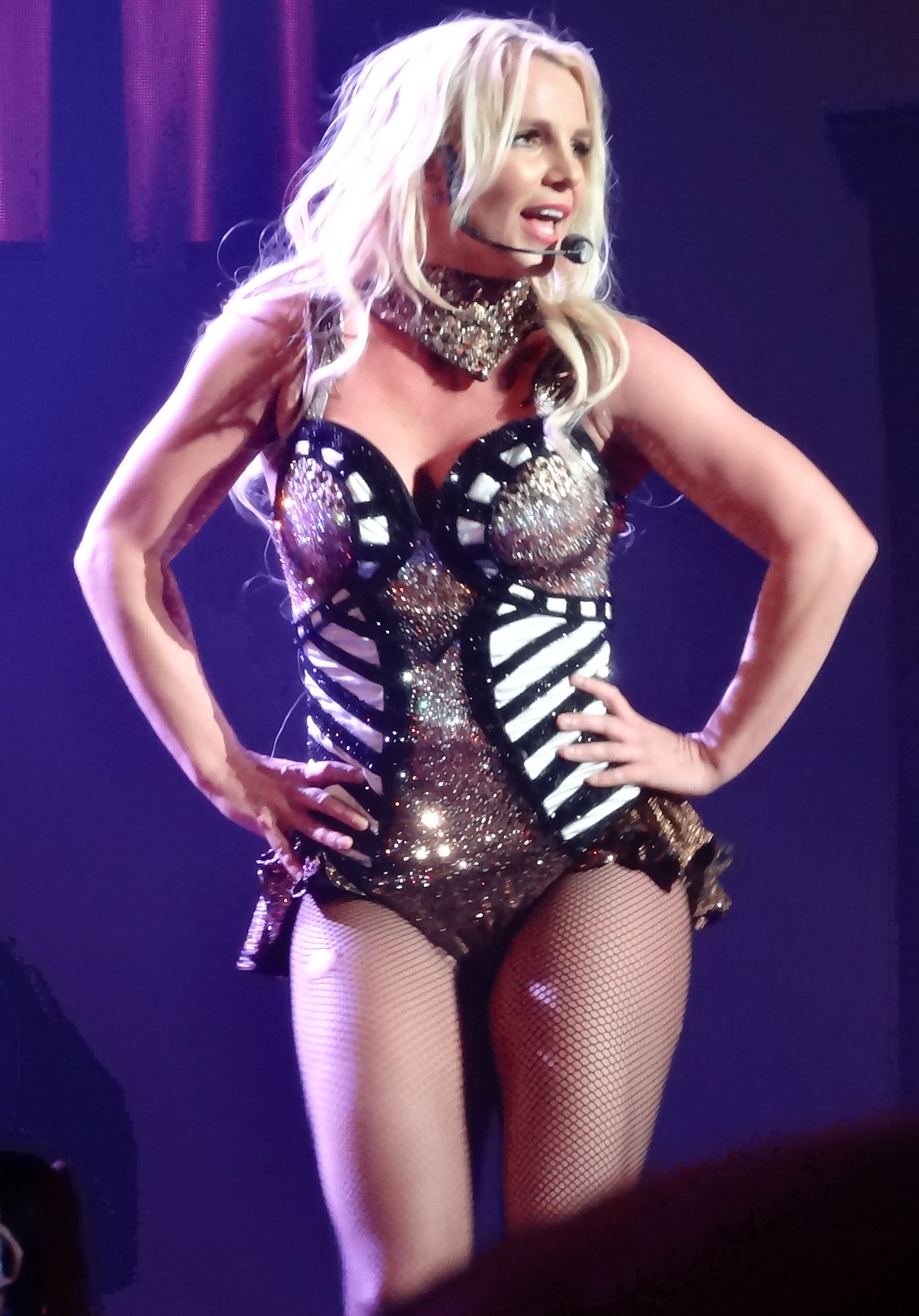
Spears durante la presentación de «Circus» en un espectáculos de la gira Britney: Piece of Me (2014).

Dr. Luke, Benny Blanco y Claude Kelly compusieron «Circus», y lo produjeron los dos primeros. En un comienzo, Jive Records contactó a Dr. Luke y Kelly para que elaboraran un tema para el sexto álbum de estudio de Spears. Al respecto, Kelly reveló:

«Soy muy visual y perceptivo, así que imagino la escena de la película o el video que está en juego. [...] Eso fue sin duda lo que ocurrió con el álbum Circus de Britney Spears. Me dirigía en un avión hacia Los Ángeles para componer la canción [...] [y fue entonces cuando] la melodía y el concepto me golpearon simultáneamente. Su vida podría compararse con un circo, así que se me vino a la mente [la línea]: "All eyes on me in the center of the ring, just like a circus" —"Todos los ojos en mí en el centro del escenario, al igual que un circo"—».

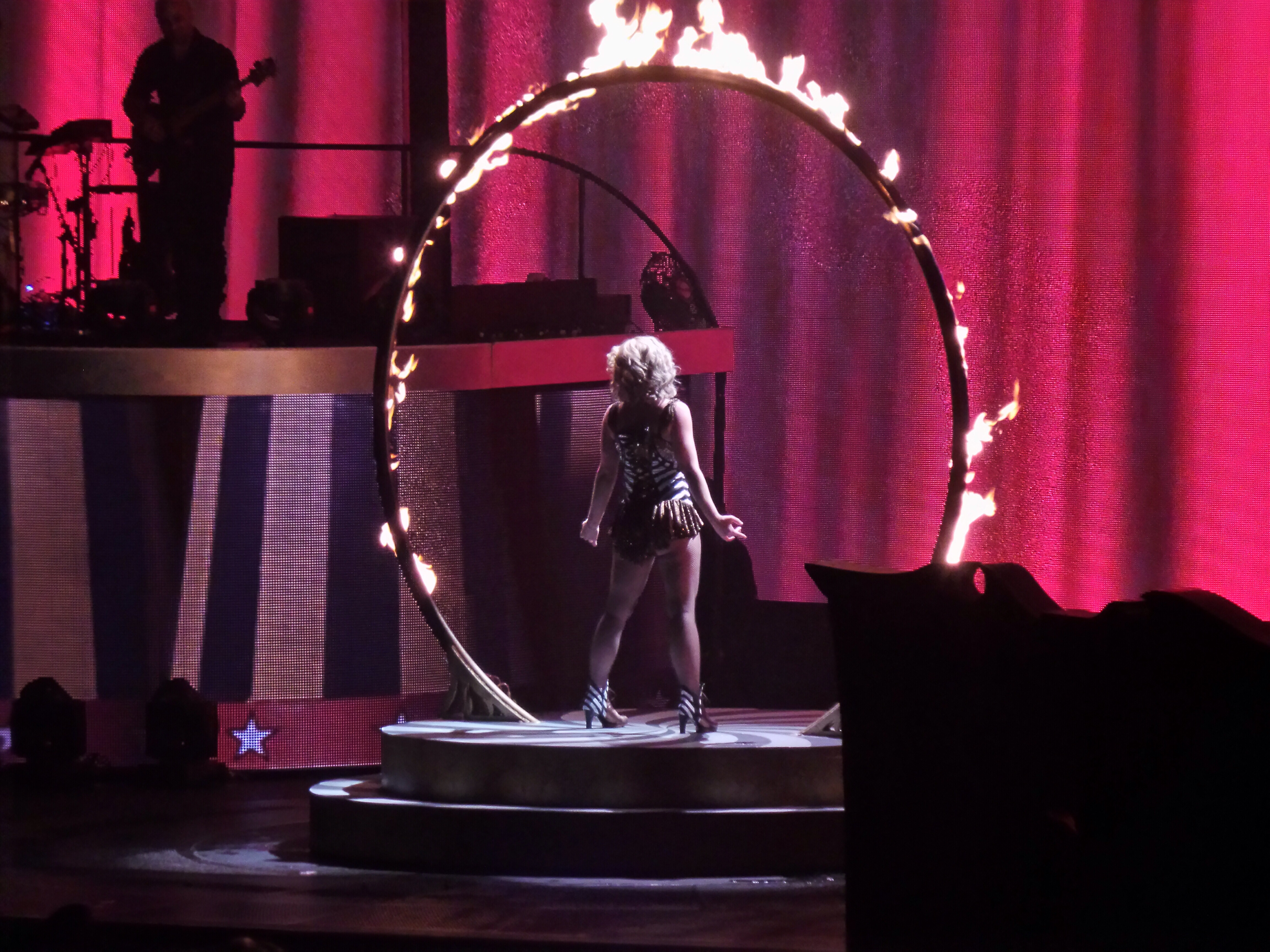
Spears al inicio de la interpretación de «Circus».

De este modo, ingresó al estudio con un concepto acorde al estilo de la cantante. Dr. Luke ideó la música y, luego, ambos comenzaron a componer el tema sobre la base de la percepción que se tenía sobre la vida de la cantante. Spears explicó que cuando escuchó «Circus» por primera vez, se sintió inspirada e imaginó una historia. También señaló: «"Circus" puso todo el álbum en conjunto en cuanto a lo que quería que fuera mi espectáculo. Puedes jugar con el concepto de un circo de varias formas diferentes». El tema se grabó en tres estudios: en los Conway Recording Studios y Chalice Recording Studios, en Los Ángeles, y en el Glenwood Place Studio, en Burbank. Mientras Kelly, Cathy Dennis y Myah Marie hicieron los coros; Dr. Luke y Benny Blanco tocaron los instrumentos. Serban Ghenea mezcló la música y las voces en los MixStar Studios, en Virginia. Jive Records anunció el tema como segundo sencillo del álbum el 31 de octubre de 2008 y lo lanzó en las estaciones de radio el 2 de diciembre de aquel año, mismo día en que lanzó Circus en Estados Unidos y en que la cantante cumplió 27 años.

## Composición
«Circus» es un tema movido de estilos dance pop y electropop. Cuenta con un ritmo de pedal de efectos y elementos del pop rock. Comienza con el sonido de un tambor que cobra fuerza hasta que Spears interpreta la línea: «There's only two types of people in the world: the ones that entertain and the ones that observe» —«No hay más que dos tipos de personas en el mundo: los que entretienen y los que observan»—. La cantante hace una interpretación confiada y semirapeada, en medio de versos que cuentan con sintetizadores. La letra habla sobre ser un artista y montar espectáculos, e incorpora líneas como: «I feel the adrenaline moving through my veins. Spotlight on me and I'm ready to break» —«Siento la adrenalina corriendo por mis venas. Luces sobre mí y estoy lista para romperla»—. El estribillo comienza con un sonido electrónico, mientras la cantante se compara con un artista que se presenta en la pista de un circo. Según una partitura publicada en Musicnotes, el tema está compuesto en la tonalidad fa sostenido menor y cuenta con un tempo de 120 pulsaciones por minuto. El registro vocal de Spears se extiende desde la nota sol sostenido menor2 hasta la nota do sostenido menor5.

## Recepción crítica

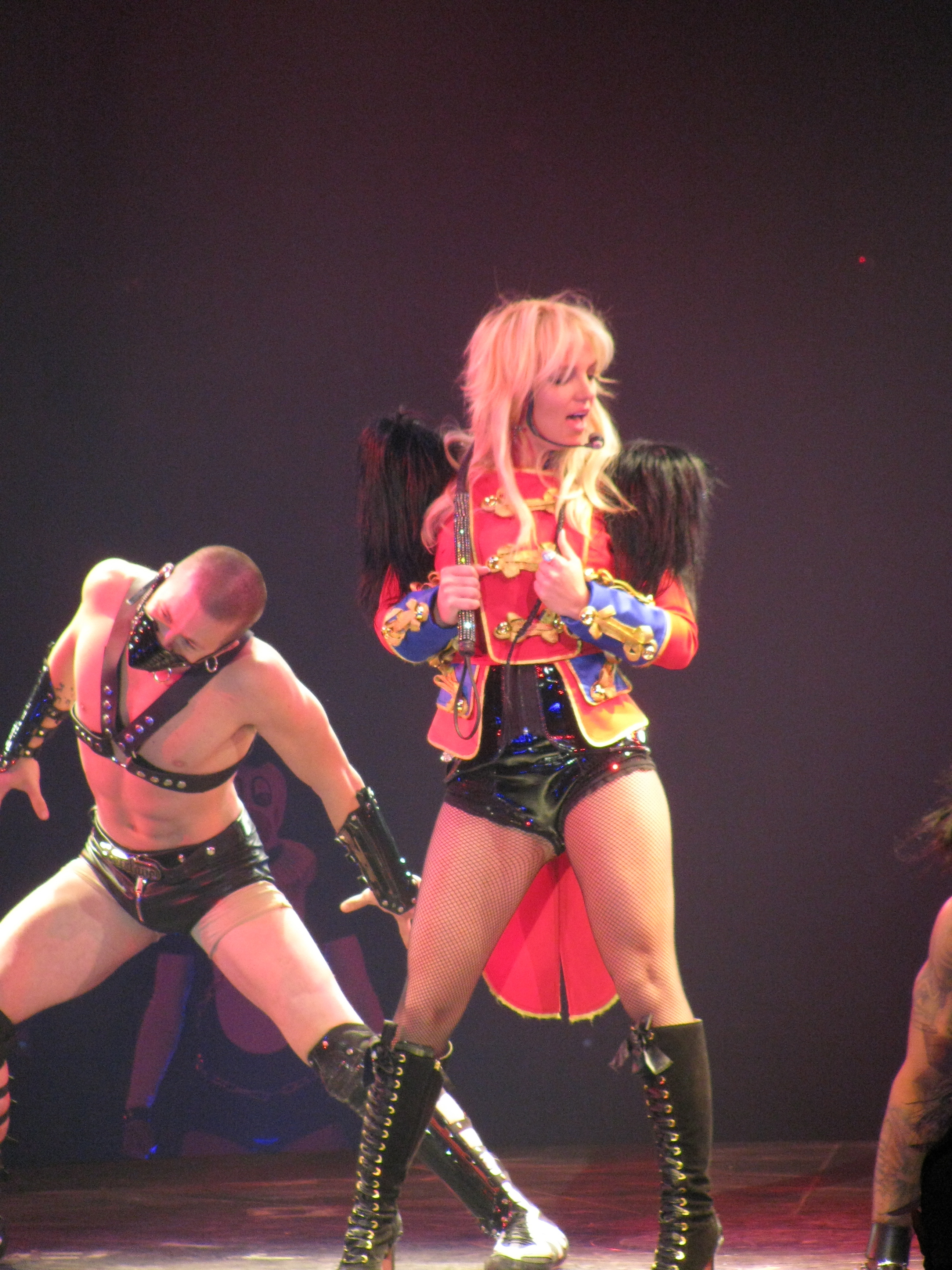
La cantante interpretando «Circus» en Boston, en uno de los noventa y siete espectáculos de la gira The Circus Starring: Britney Spears (2009).

En términos generales, «Circus» contó con una buena recepción crítica. Nick Levine de Digital Spy lo describió como «un monstruo arrollador, cuyo estribillo inicia de golpe, al estilo de Max Martin y Timbaland». Popjustice elogió su producción, comparó su ritmo al de «Break the Ice» (2007) y señaló que tiene «un montón de paradas y arranques, incluyendo un segmento bailable desglosado, construido al estilo de MTV». Paralelamente, los editores de Billboard le brindaron comentarios diversos. Por un lado, Chris Williams sostuvo que el sencillo rodea a la cantante con «un panorama ciberpop electrónico»; por otro, Ann Donahue cuestionó que la letra volviera a referirse a la fama, al igual que «Lucky» (2000) y «Piece of Me» (2007). Dave De Sylvia de Sputnikmusic sostuvo que mientras «Womanizer» sonó como una pista de Blackout (2007), «Circus» reflejó el estado de ánimo general del álbum. Asimismo, Dan Cairns de The Sunday Times lo catalogó como uno de los temas sobresalientes de Circus, junto a «If U Seek Amy» y «Mannequin». Chris Willman de Entertainment Weekly señaló que pese a que el álbum se tituló Circus, el tema «no es sobre el manicomio en el que se convirtió la vida de Spears, sino que es solo un alarde de su destreza con el látigo como maestra de ceremonias sexuales».
Los editores de The Sun le otorgaron comentarios favorables y citaron comparaciones. Por un lado, Poppy Cosyns sostuvo que la cantante «reafirmó su imagen de chica mala con un sencillo infeccioso»; por otro, Gordon Smart señaló que el tema «tiene más de una semejanza con el sonido hip hop industrial de Hard Candy de Madonna (2008)». Talia Kraines de BBC Music opinó que la cantante «ama la atención que brilla directamente sobre ella como líder». Ben Norman de About.com consideró: «Este es un verdadero y triunfal tema pop de Britney Spears, con un bajo vientre pensativo —el primer verso en particular— y un gancho interpretado de forma suprema». Jonny Mugwump de The Quietus señaló: «Es un himno a la adrinalínica actuación de Spears, es pop puro de medio ritmo y grandes potencias, rematado con una guitarra de estilo orbital». El editor también comentó que la letra hace sobresalir la singularidad de la cantante, al decir: «Tiene una actitud de jódete. A pesar de todo, independiente de la destrucción personal y el infierno indudable que todavía podría perseguirla, dentro del espacio ficticio de la música, esta mujer no podía importar un bledo. Se burla con razón del mundo que la rodea y suena francamente desafiante. No hay lugar para excusas o humildad». John Murphy de musicOMH señaló que la letra es un «confidente fomento a volver a estar en forma». Por otro lado, los Teen Choice Awards 2009 nominaron a «Circus» a sencillo favorito de la audiencia. No obstante, el premio se lo llevó «The Climb» de Miley Cyrus (2009).

## Video musical

### Rodaje
Spears rodó el video musical de «Circus» entre los días 28 de octubre y 2 de noviembre de 2008 en Los Ángeles, bajo la dirección de Francis Lawrence, quien en 2001 dirigió su clip de «I'm a Slave 4 U». La cantante escogió a Lawrence, dado que sintió que era la única persona que podía capturar el concepto que quería y hacer que el video resultara «muy retorcido, excéntrico y diferente». La coreografía del clip la creó Andre Fuentes, coreógrafo de las presentaciones promocionales de Circus y bailarín en varios videos musicales de la cantante. Dentro de los auspiciadores del video figuraron la marca italiana Bvlgari, la que proporcionó joyas y artículos de lujo, y las compañías Steve Martin's Working Wildlife y Have Trunk Will Travel, las que proporcionaron leones y elefantes amaestrados, respectivamente. El clip también incorporó escenas iniciales destinadas a publicitar el perfume  Curious de la cantante.

### Sinopsis

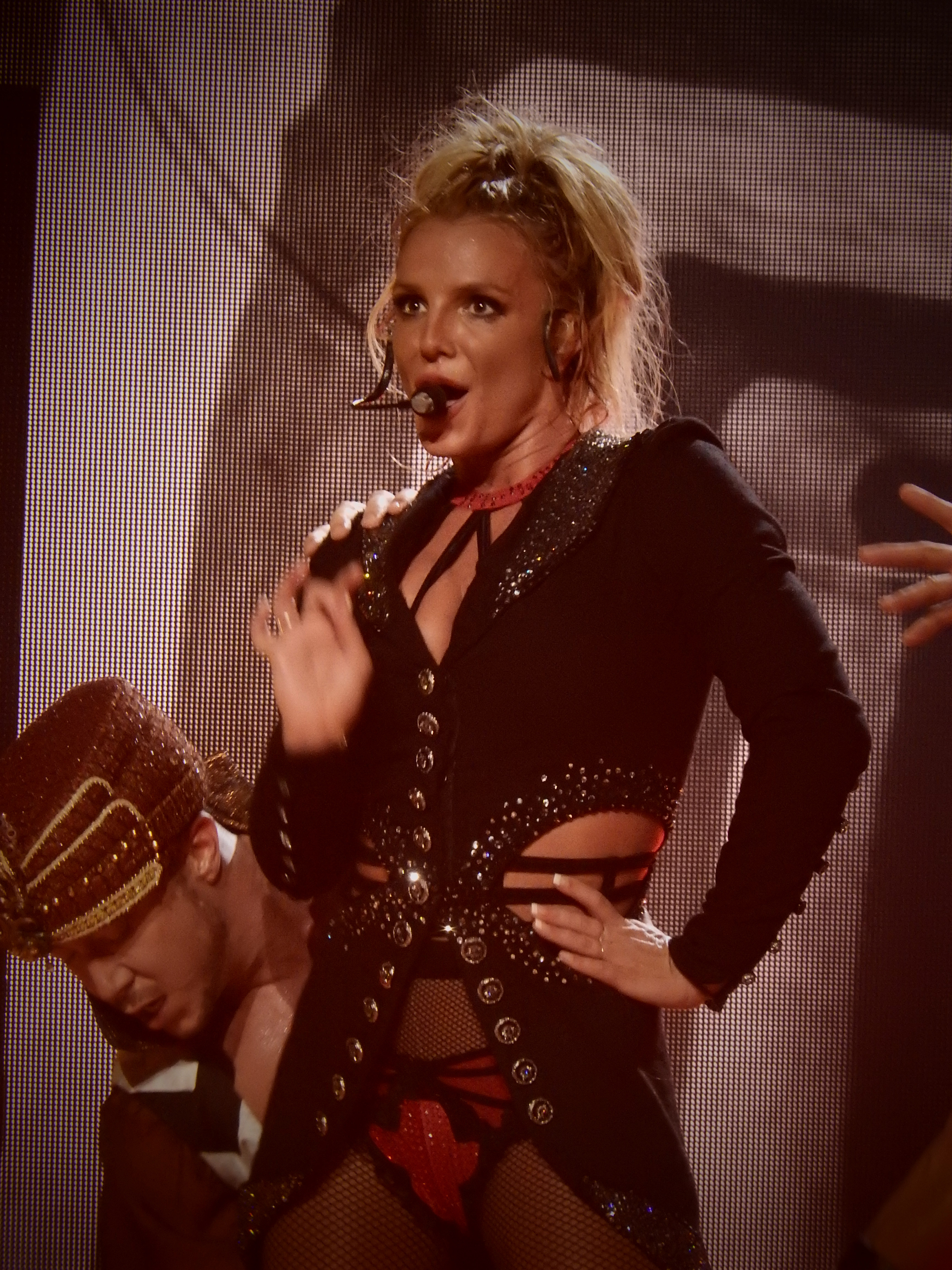
Spears interpretando «Circus» durante el Apple Music Festival de 2016 en Londres.

El video comienza con Spears en la vanidad de un circo, aplicándose la fragancia  Curious y poniéndose joyas Bvlgari. Entonces es mostrada sosteniendo un sombrero de copa alta delante de su cara, mientras unas palomas salen volando de otro sombrero. La artista comienza a cantar en la vanidad, pero pronto se levanta y se pone una chaqueta negra de maestra de ceremonias circense. Así se dirige a un pasillo de la pista del circo y comienza a danzar, rodeada de varios bailarines. Durante el transcurso del video se intercalan escenas de diferentes artistas de circo, tales como gimnastas rítmicos, contorsionistas, payasos y un mimo sobre zancos. También hay escenas en las que Spears canta frente a una cortina roja, iluminada por un foco circular, mientras sostiene el sombrero de copa alta y viste un traje cuyo color se confunde con su piel. En las escenas siguientes, lleva la chaqueta de maestra de ceremonias, pantalones cortos con lentejuelas y un sombrero con plumas, y realiza una coreografía junto a sus bailarines, en el centro de la pista del circo. En el segundo verso, realiza una rutina de baile con una silla y porta un látigo, mientras lleva un sujetador que solo cubre sus pezones. El video continúa con tres series de escenas entrecortadas, donde está frente a una lluvia de chispas, rodeada por dos leones y frente a un elefante. Durante el puente, realiza una coreografía junto a sus bailarines, delante de un muro de fuego. En el último estribillo, vuelve a la pista del circo, donde se ve rodeada por dos elefantes, artistas circenses, bailarines y tragafuegos. El video finaliza cuando ríe bajo el foco de luz circular, tras poner el sombrero de copa sobre su cabeza.

### Estreno y recepción
El 17 de noviembre de 2008, MTV transmitió un adelanto de tres segundos del video, durante un promocional del documental Britney: For the Record. En un comienzo, Jive Records programó el estreno para el 5 de diciembre de 2008 en Entertainment Tonight. Dado que el clip se filtró en Internet, el sello hizo un cambio de planes y el programa lo estrenó el 4 de diciembre de 2008. Tras ello los críticos le dieron una buena recepción. Davil Balls de Digital Spy señaló que el video tiene «algunas rutinas de baile asesinas» y lo llamó «descarado, seductor y más que un poco ridículo». Tim Stack de Entertainment Weekly comparó la rutina de baile con la silla a la del video de «Stronger» (2000) y agregó que «lo mejor de todo es que Britney se ve realmente animada y parece divertirse». James Montgomery de MTV sostuvo: «Después de ver el video, sufres la repentina necesidad de ir al Big Apple Circus. O de rociarte un poco de perfume  Curious. O, tú sabes, posiblemente de hacer ambas cosas». John Boone de E! Francia lo llamó «subestimado» y lo catalogó como el quinto mejor video de la cantante, y Rolling Stone señaló que es uno de sus videos más literales.
Tras su estreno, el 9 de diciembre de 2008, la organización proanimal Personas por el Trato Ético de los Animales (PETA) emitió un comunicado de prensa en el que condenó a la cantante por usar «leones y elefantes entrenados de forma cruel», y en el que le exigió «dejar de usar animales exóticos en sus videos y conciertos de una vez por todas». Anteriormente, la organización la criticó por utilizar un pitón albino y un tigre enjaulado en su presentación de «I'm a Slave 4 U» en los MTV Video Music Awards 2001. En defensa de la compañía que facilitó los elefantes amaestrados, Have Trunk Will Travel, su representante Kari Johnson señaló:

La empresa nunca ha emitido un aval por escrito, ni condona el uso de dispositivos eléctricos para la disciplina y el control de los elefantes, excepto en casos en que la seguridad de los elefantes y la humana estén en peligro. [...] American Humane Association monitorea la acción animal en el cine y la televisión. Un representante estaba en el set del video de «Circus» de Britney Spears con nuestros elefantes, Tai y Kitty, para garantizar su seguridad y bienestar [...] Britney, el director, los productores y el equipo completo respetó las necesidades y el confort de los elefantes. Fue un placer trabajar con ellos.
Kari Johnson

Posteriormente, los MTV Australia Awards 2009 le brindaron el premio a mejores movimientos de baile. Por su parte, los MTV Video Music Awards 2009 lo nominaron en cinco categorías técnicas: mejor dirección, mejor cinematografía, mejor coreografía, mejor edición y mejor dirección artística. No obstante, los dos primeros premios se le otorgaron a «21 Guns» de Green Day, los dos siguientes a «Single Ladies (Put a Ring on It)» de Beyoncé y el último a «Paparazzi» de Lady Gaga. De modo similar, los MTV Europe Music Awards 2009 lo seleccionaron como candidato a mejor video del año, premio que, sin embargo, se llevó «Single Ladies (Put a Ring on It)». El clip tuvo más suerte en Fuse TV, donde ganó mejor video de 2009 y convirtió a Spears en la única artista que ganó durante dos años consecutivos. El 24 de octubre de 2009, Jive Records publicó el video en la cuenta Vevo de la cantante, donde en diciembre de 2013, alcanzó los noventa y dos millones de reproducciones, tras ser visitado principalmente por personas de los Estados Unidos, Canadá y Chile. Por otro lado, la audiencia lo catalogó como el quinto mejor video de Spears, según un sondeo realizado en enero de 2011 por Billboard.

## Rendimiento comercial
En América del Norte «Circus» registró numerosos logros comerciales. En Estados Unidos, ingresó en la tercera posición a la lista Billboard Hot 100, donde registró el mejor debut hecho por Spears hasta entonces y figuró solo detrás de «Live Your Life» de T.I. con Rihanna y «Single Ladies (Put a Ring on It)» de Beyoncé, según la edición del 20 de diciembre de 2008 de Billboard. Ello se debió a que vendió 212 000 descargas durante su primera semana en el país, con las cuales se convirtió en el tercer número uno de la cantante en el conteo Digital Songs. Dado que en dicha edición «Womanizer» se ubicó en el décimo puesto de la Billboard Hot 100, Spears también registró la primera instancia en que ubicó dos top 10 simultáneos en la lista. Según la edición del 7 de marzo de 2009, «Circus» alcanzó el tercer puesto del conteo discotequero Dance/Club Play Songs y lideró el conteo radial Pop Songs, donde se alzó como quinto número uno de la artista. Hasta julio de 2016, había vendido 3 200 000 descargas, con las cuales se convirtió en el segundo sencillo de Spears más vendido en formato digital en el país, según Nielsen SoundScan. De acuerdo a Billboard, «Circus» también se tornó en su sexto sencillo más exitoso en la Billboard Hot 100 y en el segundo más exitoso del álbum, después de «Womanizer». Por otro lado, en Canadá debutó en la segunda posición de la lista Canadian Hot 100 y figuró como décimo quinto tema más exitoso de 2009.

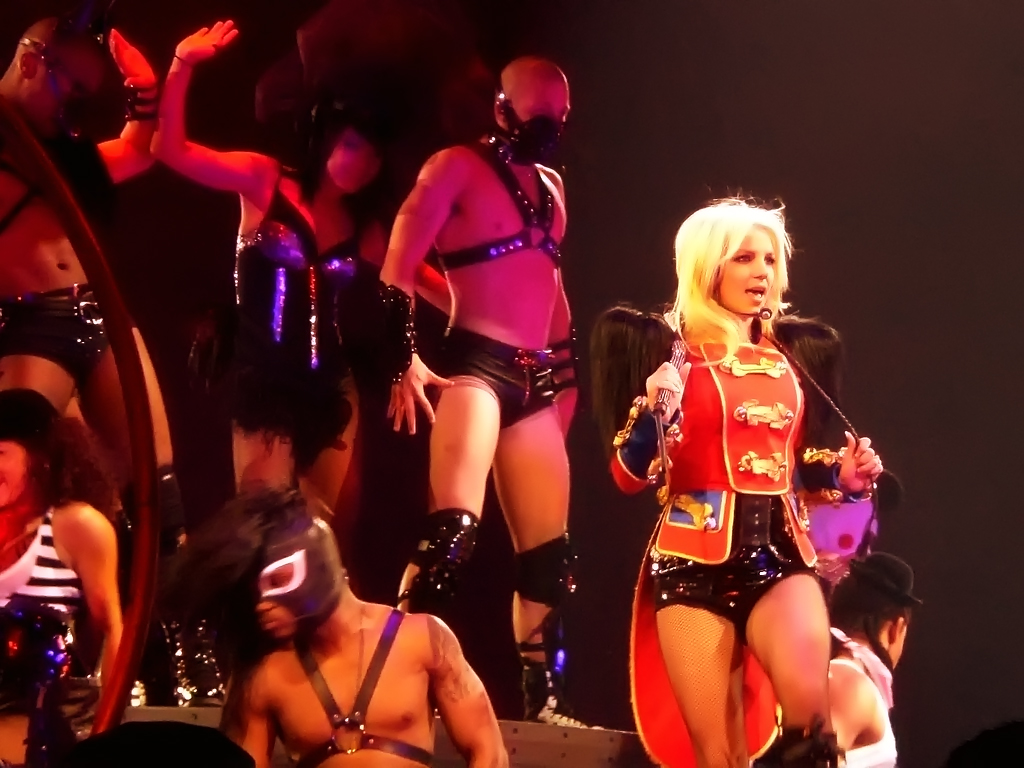
La cantante y sus bailarines durante el número de temáticas circense y sadomasoquista de «Circus», en la gira The Circus Starring: Britney Spears (2009).

En Europa, alcanzó la vigésima segunda posición de la lista continental European Hot 100, según la edición del 21 de marzo de 2009 de Billboard, luego de figurar entre los diez primeros éxitos semanales en mercados como Dinamarca, Hungría y Suecia, y entre los veinte primeros en otros como Alemania, Austria, Eslovaquia, Finlandia, Irlanda, Noruega, el Reino Unido y Suiza. Tiempo después, la IFPI lo certificó disco de oro en Dinamarca, tras vender 7500 copias. En el Reino Unido, alcanzó la decimonovena posición de la lista UK Singles Chart, de acuerdo a la edición del 1 de febrero de 2009 de The Official UK Charts Company. Según la OCC, figuró entre los doscientos temas más exitosos del año y, para 2022, era el segundo sencillo más vendido del álbum y el noveno más vendido de Spears en el Reino Unido. En 2024, además consiguió la certificación de disco de platino de la BPI, luego de vender 600 000 copias.
En Oceanía «Circus» registró varios logros comerciales. En Australia se alzó como décimo quinto top 10 de la cantante, luego de alcanzar la sexta posición, según las ediciones del 28 de diciembre de 2008 y del 11 de enero de 2009 de ARIA Charts. Como acreditador de su buen desempeño comercial, la ARIA lo enlistó en ambos años entre los cien temas más exitosos en el país y lo certificó disco de platino, tras vender 70 000 copias. El sencillo registró logros similares en Nueva Zelanda, donde la RIANZ lo enlistó como noveno top 10 de la cantante y lo certificó disco de oro, tras vender 7500 copias.
Según IFPI, hasta noviembre de 2009, «Circus» registró ventas mundiales estimadas en 5 500 000 descargas, con las cuales se convirtió en el décimo tema más vendido en formato digital durante aquel año.

## Presentaciones
«Recuerdo un vuelo hacia Los Ángeles, días antes de la elección de la canción. Estaba nervioso, porque solo tenía una oportunidad. Pensaba en qué podía componer y, claro, al final ella [Spears] está llena de publicidad, drama o como lo quieran llamar. Así que hablé de eso sin ser tan específico. El título que se me vino a la mente fue "Circus", aunque la palabra "circus" no suena muy bien en las canciones, a ella le gustó. Hicimos la prueba, grabamos y quedó genial. [...] Esa fue la primera canción en la que vi el éxito. Fue la primera canción en la que vi el gran impacto que puede generar un artista. Es una canción que a ella le gusta. Tituló así a su álbum, se basó en ella para la creación de la indumentaria de su gira. [...] Todo fue tan grandioso. La vi cantándola en la gira y fue cuando vi cómo una canción puede crear todo un concepto.»
—El compositor Claude Kelly declaró sobre «Circus» en 2011, en una rueda de prensa de BMI.

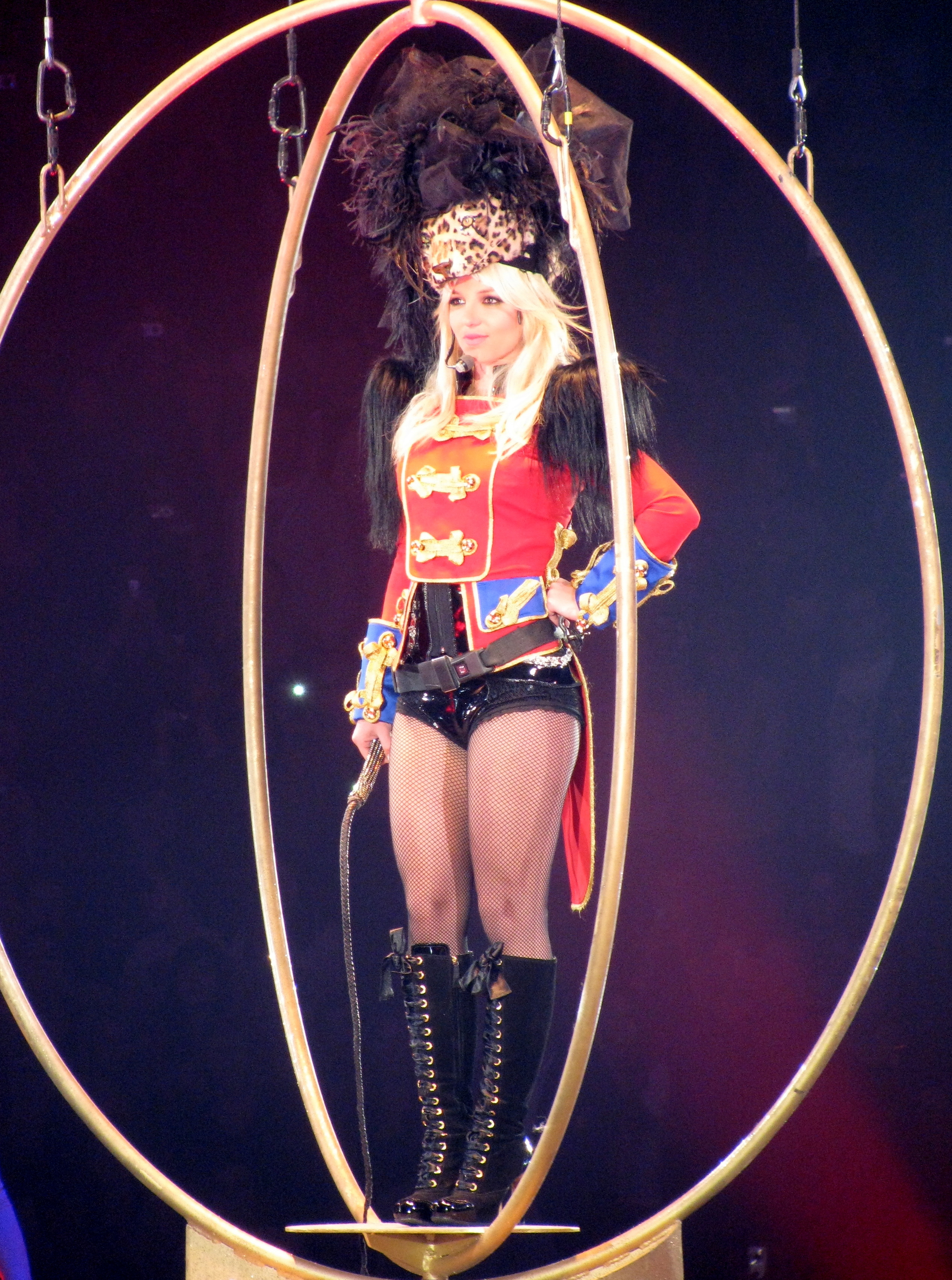
La cantante durante el inicio de la gira The Circus Starring: Britney Spears (2009).

El 2 de diciembre de 2008, Spears realizó por primera vez una presentación de «Circus». Ello aconteció en el matinal estadounidense Good Morning America de ABC, donde también presentó una nueva interpretación de «Womanizer». Para el número de «Circus», la cantante vistió una camisa, pantalones de cuero, una chaqueta de maestra de ceremonias circense y un sombrero de copa alta.
Posteriormente, el tema formó parte importante de la gira internacional The Circus Starring: Britney Spears (2009), donde fue el número de apertura. El espectáculo comenzaba con un video introductorio en el que Spears disparaba una ballesta contra Perez Hilton, vestido como la reina Isabel I de Inglaterra, y lo hacía caer al suelo. Todo mientras la pantalla cilíndrica que rodeaba al escenario circular de 360° comenzaba a elevarse. A medida que el video finalizaba, la cantante comenzaba a descender desde el techo, en una plataforma con dos anillos con forma de óvalo. Su aparición la hacía vistiendo un corsé negro, un tocado de cabeza de guepardo, una chaqueta roja de maestra de ceremonias circense, botas de tacón alto y un látigo.
Cuando llegaba al piso se quitaba el tocado y representaba tanto a una maestra de ceremonias como a una domadora de leones. Así, daba inicio al número de «Circus», el que abarcaba a bailarines semidesnudos, vestidos como sadomasoquistas enmascarados, y a acróbatas que se subían a anillos gigantes en los que se elevaban girando y realizando acrobacias en el aire. El número finalizaba cuando la cantante se quitaba la chaqueta y revelaba por completo el corsé negro con cientos de cristales Swarovski. Así se dirigía al centro del escenario, entraba a una jaula dorada a modo de esclava y se disponía a dar inicio al número de «Piece of Me», mientras se disparaban varios chorros de humo a su alrededor.
El número contó con una recepción crítica variada. En su reseña, Chuck Arnold de People señaló que la cantante «descendió desde lo alto, vistió un dominatrix traje rojo de maestra de ceremonias circense y demostró que su cuerpo puede estar apretado, pero su habilidad en el baile no es la misma de siempre». Por otro lado, James Montgomery de MTV consideró que los números de «Circus» y «Radar» fueron grandiosos.
En 2013, la cantante incluyó a «Circus» en el repertorio de su residencia en Las Vegas, Britney: Piece of Me.

## Formatos
| Sencillo en CD |                                                |          |  |
| N.º            | Título                                         | Duración |  |
| 1.             | «Circus»                                       | 3:12     |  |
| 2.             | «Womanizer» (Mike Rizzo Funk Generation Radio) | 3:51     |  |

| Maxisencillo |                                         |          |  |
| N.º          | Título                                  | Duración |  |
| 1.           | «Circus»                                | 3:12     |  |
| 2.           | «Circus» (Tom Neville's Ringleader Mix) | 7:52     |  |
| 3.           | «Circus» (Diplo Circus Remix)           | 4:24     |  |
| 4.           | «Circus» (Junior Vasquez Club Circus)   | 9:01     |  |
| 5.           | «Circus» (Video Music)                  | 4:00     |  |

| EP  |                                           |          |  |
| N.º | Título                                    | Duración |  |
| 1.  | «Circus» (Diplo Circus Remix)             | 4:24     |  |
| 2.  | «Circus» (Tom Neville's Ringleader Mix)   | 7:52     |  |
| 3.  | «Circus» (Villains Remix)                 | 5:17     |  |
| 4.  | «Circus» (Linus Love Remix)               | 4:39     |  |
| 5.  | «Circus» (Junior Vasquez Electric Circus) | 9:02     |  |

| Descarga digital/Sencillo en CD de The Singles Collection (2009) |                                           |          |  |
| N.º                                                              | Título                                    | Duración |  |
| 1.                                                               | «Circus»                                  | 3:13     |  |
| 2.                                                               | «Circus» (Tom Neville's Ringleader Remix) | 7:49     |  |

## Posicionamientos en listas

### Listas semanales
| País              | Lista                 | Primera semana          | Posición debut | Mejor posición | Semanas en la mejor posición | Semanas en la lista | Última semana         | Ref.   |
| ----------------- | --------------------- | ----------------------- | -------------- | -------------- | ---------------------------- | ------------------- | --------------------- | ------ |
| América del Norte |                       |                         |                |                |                              |                     |                       |        |
| Canadá            | Canadian Hot 100      | 20 de diciembre de 2008 | 2              | 2              | 2                            | 21                  | 9 de mayo de 2009     | [ 59 ] |
| Estados Unidos    | Billboard Hot 100     | 20 de diciembre de 2008 | 3              | 3              | 1                            | 22                  | 16 de mayo de 2009    | [ 78 ] |
| Estados Unidos    | Digital Songs         | 20 de diciembre de 2008 | 1              | 1              | 2                            | 22                  | 16 de mayo de 2009    | [ 79 ] |
| Estados Unidos    | Radio Songs           | 27 de diciembre de 2008 | 59             | 7              | 2                            | 21                  | 16 de mayo de 2009    | [ 80 ] |
| Estados Unidos    | Pop Songs             | 27 de diciembre de 2008 | 31             | 1              | 1                            | 20                  | 9 de mayo de 2009     | [ 52 ] |
| Estados Unidos    | Dance/Club Play Songs | 24 de enero de 2009     | 41             | 3              | 1                            | 13                  | 18 de abril de 2009   | [ 81 ] |
| Estados Unidos    | Singles Sales         | 21 de marzo de 2009     | 6              | 6              | 1                            | 6                   | 25 de abril de 2009   | [ 82 ] |
| América del Sur   |                       |                         |                |                |                              |                     |                       |        |
| Chile             | Top 20 canciones      | 10 de febrero de 2009   | 18             | 6              | 1                            | 9                   | 28 de abril de 2009   | [ 83 ] |
| Asia              |                       |                         |                |                |                              |                     |                       |        |
| Japón             | Japan Hot 100         | 23 de enero de 2009     | 100            | 38             | 1                            | 5                   | 27 de febrero de 2009 | [ 61 ] |
| Europa            |                       |                         |                |                |                              |                     |                       |        |
| Alemania          | Top 100 canciones     | 14 de marzo de 2009     | 11             | 11             | 1                            | 11                  | 25 de mayo de 2009    | [ 61 ] |
| Austria           | Top 75 canciones      | 13 de marzo de 2009     | 15             | 14             | 3                            | 13                  | 5 de junio de 2009    | [ 84 ] |
| Bélgica (Flandes) | Top 50 canciones      | 14 de febrero de 2009   | 44             | 37             | 1                            | 10                  | 25 de abril de 2009   | [ 85 ] |
| Bélgica (Valonia) | Top 50 canciones      | 20 de diciembre de 2008 | 32             | 27             | 1                            | 11                  | 4 de abril de 2009    | [ 86 ] |
| Chequia           | Top 100 canciones     | 24 de enero de 2009     | 43             | 41             | 1                            | 13                  | 18 de abril de 2009   | [ 87 ] |
| Dinamarca         | Top 40 canciones      | 12 de diciembre de 2008 | 12             | 9              | 1                            | 16                  | 27 de marzo de 2009   | [ 88 ] |
| Eslovaquia        | Top 100 canciones     | 3 de enero de 2009      | 43             | 13             | 1                            | 17                  | 25 de abril de 2009   | [ 89 ] |
| Finlandia         | Top 20 canciones      | 14 de enero de 2009     | 18             | 15             | 1                            | 7                   | 18 de marzo de 2009   | [ 90 ] |
| Hungría           | Top 10 canciones      | 2 de marzo de 2009      | 5              | 4              | 1                            | 4                   | 23 de marzo de 2009   | [ 91 ] |
| Irlanda           | Top 50 canciones      | 4 de diciembre de 2008  | 17             | 12             | 1                            | 17                  | 26 de marzo de 2009   | [ 61 ] |
| Noruega           | Top 20 canciones      | 9 de diciembre de 2008  | 15             | 15             | 3                            | 6                   | 20 de enero de 2009   | [ 92 ] |
| Países Bajos      | Top 100 canciones     | 10 de enero de 2009     | 47             | 41             | 1                            | 12                  | 28 de marzo de 2009   | [ 93 ] |
| Reino Unido       | Top 75 canciones      | 7 de diciembre de 2008  | 32             | 13             | 1                            | 18                  | 5 de abril de 2009    | [ 61 ] |
| Suecia            | Top 60 canciones      | 11 de diciembre de 2008 | 18             | 6              | 1                            | 17                  | 3 de abril de 2009    | [ 94 ] |
| Suiza             | Top 100 canciones     | 15 de febrero de 2009   | 36             | 19             | 1                            | 18                  | 14 de junio de 2009   | [ 95 ] |
| Europa            | European Hot 100      | 20 de noviembre de 2008 | 63             | 22             | 1                            | 23                  | 9 de mayo de 2009     | [ 60 ] |
| Australasia       |                       |                         |                |                |                              |                     |                       |        |
| Australia         | Top 50 canciones      | 14 de diciembre de 2008 | 15             | 6              | 2                            | 18                  | 12 de abril de 2009   | [ 65 ] |
| Nueva Zelanda     | Top 40 canciones      | 8 de diciembre de 2008  | 36             | 4              | 1                            | 16                  | 23 de marzo de 2009   | [ 67 ] |

| Predecesor: «Single Ladies (Put a Ring on It)» de Beyoncé | Digital Songs — Sencillo número uno 20 de diciembre de 2009 — 2 de enero de 2009 | Sucesor: «Single Ladies (Put a Ring on It)» de Beyoncé |
| Predecesor: «Love Story» de Taylor Swift                  | Pop Songs — Sencillo número uno 7 de marzo de 2009 — 13 de marzo de 2009         | Sucesor: «Gives You Hell» de The All-American Rejects  |

### Listas de fin de año
| País              | Lista             | Año  | Posición | Ref.    |
| ----------------- | ----------------- | ---- | -------- | ------- |
| América del Norte |                   |      |          |         |
| Canadá            | Canadian Hot 100  | 2009 | 15       | [ 96 ]  |
| Estados Unidos    | Billboard Hot 100 | 2009 | 27       | [ 97 ]  |
| Estados Unidos    | Radio Songs       | 2009 | 40       | [ 98 ]  |
| Estados Unidos    | Digital Songs     | 2009 | 17       | [ 99 ]  |
| Estados Unidos    | Pop Songs         | 2009 | 13       | [ 100 ] |
| Europa            |                   |      |          |         |
| Alemania          | Top 100 canciones | 2009 | 100      | [ 101 ] |
| Bélgica (Valonia) | Top 100 canciones | 2009 | 87       | [ 102 ] |
| Reino Unido       | Top 200 canciones | 2009 | 105      | [ 103 ] |
| Suecia            | Top 100 canciones | 2009 | 78       | [ 104 ] |
| Australasia       |                   |      |          |         |
| Australia         | Top 100 canciones | 2008 | 96       | [ 105 ] |
| Australia         | Top 100 canciones | 2009 | 62       | [ 106 ] |

## Certificaciones
| América del Norte |                |      |                            |         |         |
| Estados Unidos    | RIAA           | 2023 | Quíntuple disco de platino | 5 000   | [ 107 ] |
| Europa            |                |      |                            |         |         |
| Alemania          | BVMI           | 2023 | Disco de platino           | 300 000 | [ 108 ] |
| Dinamarca         | IFPI Dinamarca | 2009 | Disco de oro               | 7 500   | [ 62 ]  |
| Reino Unido       | BPI            | 2024 | Disco de platino           | 600 000 | [ 64 ]  |
| Australasia       |                |      |                            |         |         |
| Australia         | ARIA           | 2009 | Disco de platino           | 70 000  | [ 66 ]  |
| Nueva Zelanda     | RIANZ          | 2009 | Disco de oro               | 7500    | [ 68 ]  |

## Créditos
- Britney Spears — voz
- Lukasz «Dr. Luke» Gottwald — composición, producción, tambor, teclado, programación, guitarra
- Claude Kelly — composición, producción vocal
- Benjamin «Benny Blanco» Levin — composición, producción, tambor, teclado, programación
- Serban Ghenea — mezcla
- John Hanes — edición de Pro Tools
- Cathy Dennis — coro
- Myah Marie — coro

Fuente: Discogs.